# Eric Bowden
Eric Kendall Bowden (30. září 1871, Parramatta, Nový Jižní Wales – 13. února 1931, Parramatta) byl australský advokát, politik a ministr obrany.

## Mládí
Eric Kendall Bowden se narodil jako druhý syn Johnu Bowdenovi a jeho ženě Sarah. Narodil se v Parramattě v Novém Jižním Walesu, kde jeho rodina žila již po čtyři generace. Nejdříve navštěvoval školu Newington College (1882–1884) a později Sydney Boys High School (1888–1892). V roce 1894 získal kvalifikaci k vykonávání povolání advokáta. O čtyři roky později se oženil s Reinettou May Murphy.

## Politická kariéra
V prosinci 1906 během federálních voleb získal v té době radní v Granville, místo v parlamentu za volební okrsek Nepean. V roce 1910 byl však ve volbách poražen a vrátil se ke své praxi advokáta, kterou vykonával se svým otcem. V roce 1919 kandidoval za Nacionální stranu (Nationalist Party) a podařilo se mu volby v okrsku Nepean vyhrát. Poté, co byl volební okrsek Nepean sloučen s Parramattou, reprezentoval Bowden v parlamentu od roku 1922 okrsek Parramatta.
V únoru 1923 vystřídal ve funkci předsedy vlády Billyho Hughese Stanley Bruce, který Bowdena jmenoval novým ministrem obrany. Jeho jmenování bylo překvapivé vzhledem k jeho absenci vojenských zkušeností. Nejevil ani zvláštní zájem o otázky obrany a nebyl považován ani za dobrého řečníka. V roce 1923 dohlížel na přijetí zákona o letectvu (Air Force Act 1923), který se stal hlavní zákonem pro fungování australského letectva Royal Australian Air Force. Rovněž dohlížel na zavedení vládního pětiletého obranného programu, který umožnil vytvoření námořních sil složených mj. z křižníků a ponorek. Vnímal nebezpečí hrozící od Japonska a snažil se získat další peníze do rozpočtu obrany. Na druhou stranu umožnil snížení financování vojenských a námořních vysokých škol. V roce 1925 z důvodu nemoci z funkce ministra obrany rezignoval. Nadále však zůstával členem parlamentu. O své křeslo přišel během voleb v roce 1929.
Bowden trpěl chronickými respiračními problémy a v posledních letech svého života měl také finanční potíže. Zemřel náhle 13. února 1931 ve svém domě v Parramattě.

## Fotogalerie

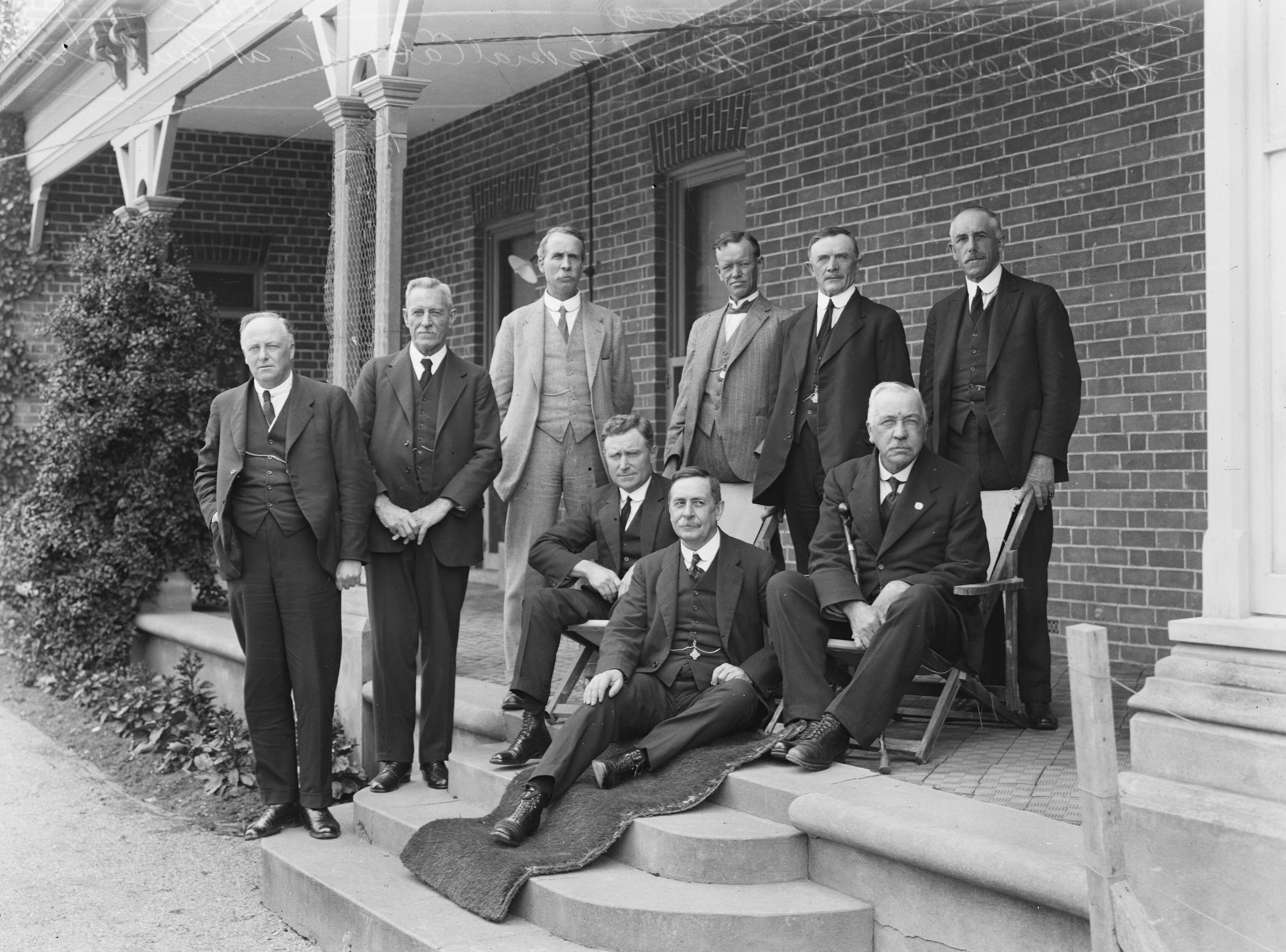
Canberra - první setkání vládního kabinetu. První zleva stojí Eric Bowden, ministr obrany. 1924
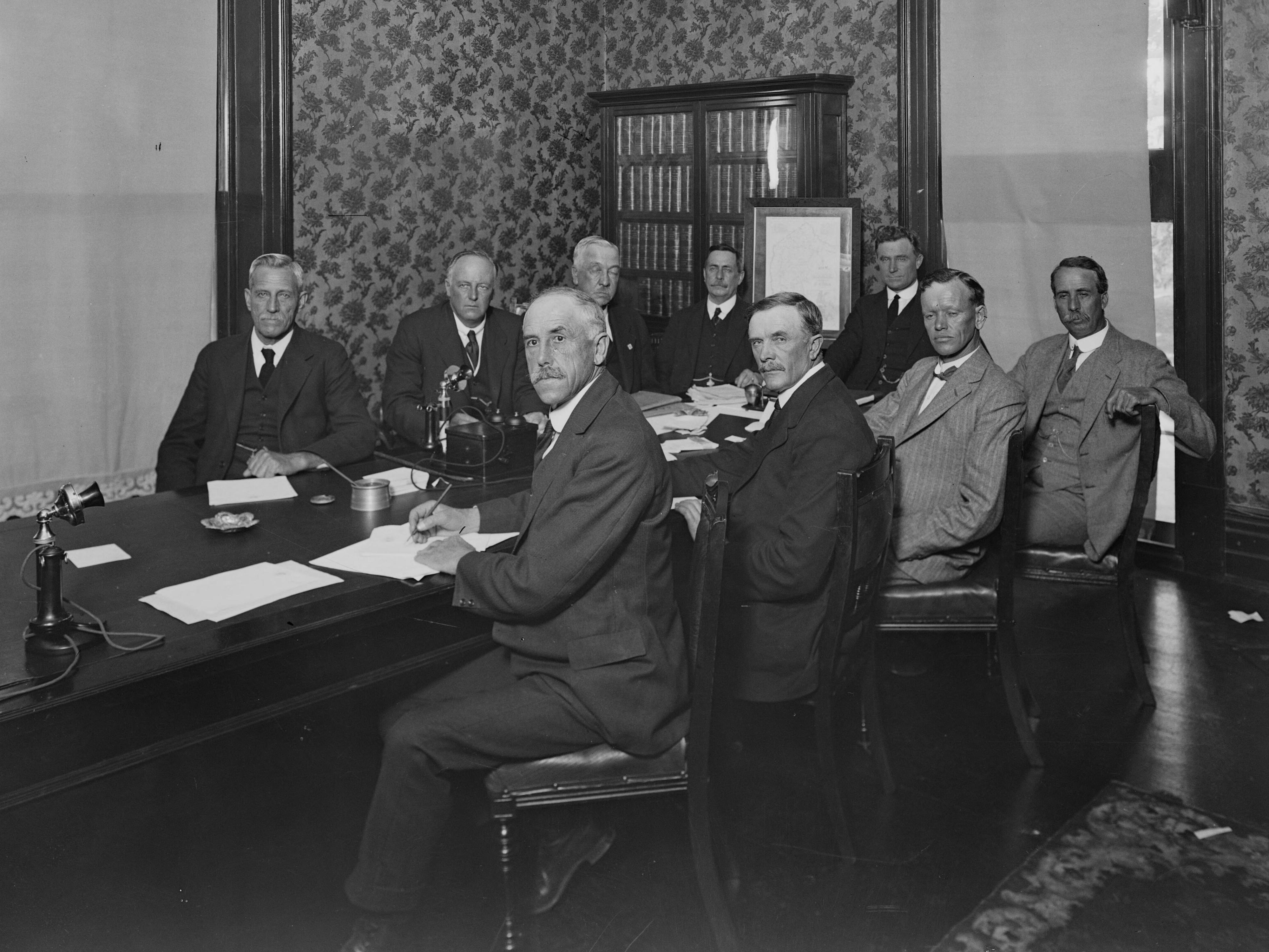
Canberra - první oficiální setkání vládního kabinetu. Druhý zleva (vzadu) sedící ministr obrany E. Bowden. 1924